# Panaxia philippsi
Panaxia philippsi là một loài bướm đêm thuộc phân họ Arctiinae, họ Erebidae.